# Archäologisches Museum Kahramanmaraş

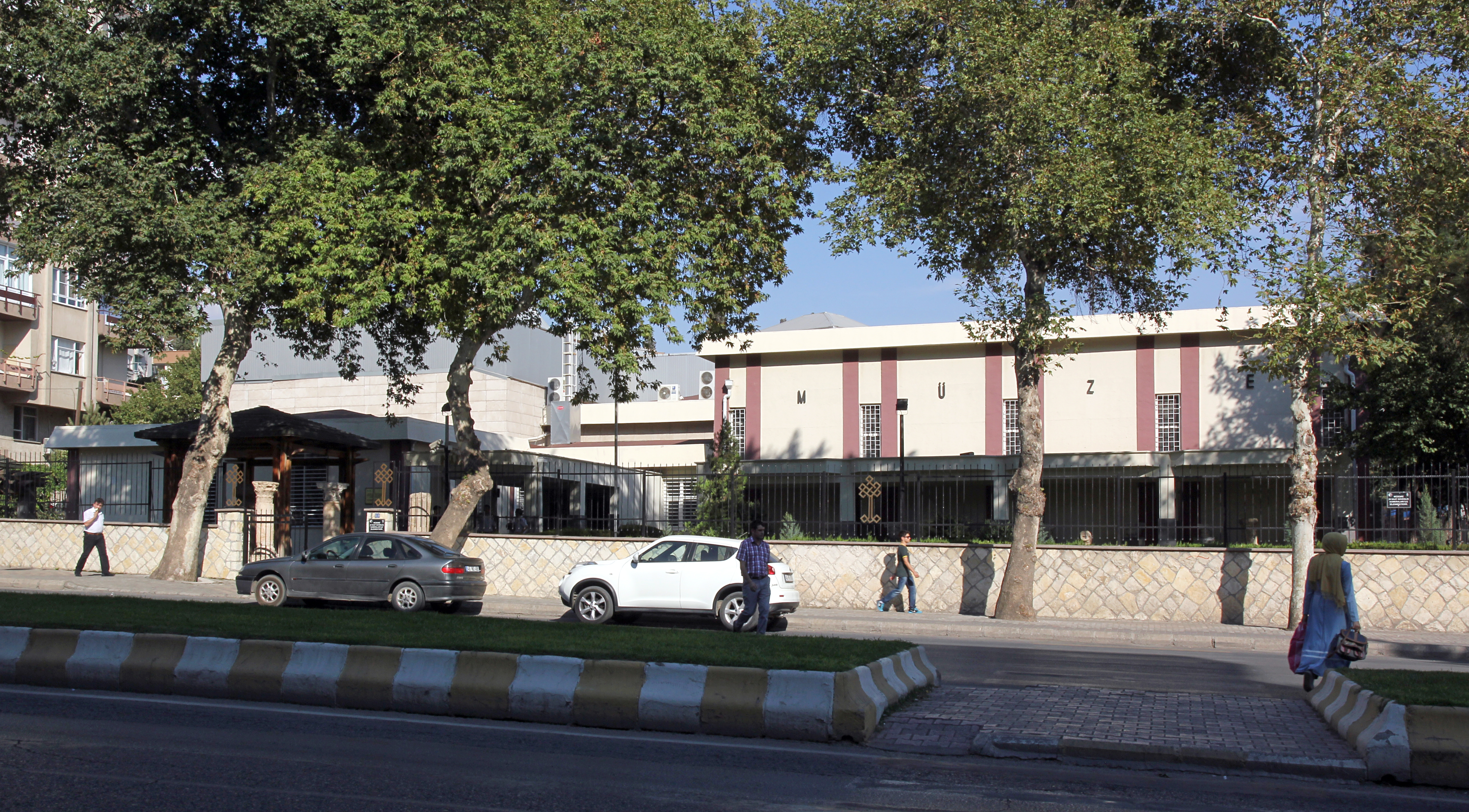
Archäologisches Museum Kahramanmaraş

Das Archäologische Museum Kahramanmaraş liegt südlich des Zentrums der türkischen Provinzhauptstadt Kahramanmaraş am Azerbaycan Bulvarı. Es zeigt Funde aus den Grabungsorten der Umgebung, darunter aus Domuztepe und der Direkli-Höhle, und verfügt über eine reiche Sammlung von späthethitischen Steinobjekten.

## Geschichte
Auf Betreiben von Oberst H. Nuri Yurdakul wurde 1947 in dem als Taş Medrese bekannten Gebäude aus dem 15. Jahrhundert ein erstes Museum in Kahramanmaraş eröffnet. Es diente dem Andenken an den türkischen Befreiungskrieg und zeigte zunächst hauptsächlich Bilder von Mustafa Kemal Atatürk und dessen Mitstreitern. Ab 1957 wurde die Sammlung um archäologische und ethnographische Objekte erweitert. Aus Platzgründen zog das Museum 1961 in ein Gebäude in der Zitadelle von Kahramanmaraş um. Am 29. November 1975 konnte schließlich der Neubau am Azerbaycan Bulvarı im Stadtteil Yenişehir Mahallesi bezogen werden, wobei die ethnographischen Ausstellungsstücke in das Maraş Kültür Evi ve Etnografya Müzesi (Maraş Kulturhaus und Ethnographisches Museum) verlagert wurden. Ab Februar 2008 wurde das Gebäude einem Umbau unterzogen.

## Ausstellung
Die Ausstellungsfläche des Museums ist über sieben Säle verteilt, die auf einem vorgegebenen Rundgang zu besichtigen sind. Im ersten Saal sind das Skelett eines Mammuts sowie in Vitrinen weitere Mammutknochen ausgestellt, die im See Gavur Gölü im Landkreis Türkoğlu gefunden wurden. Im zweiten Raum ist ein Teil der prähistorisch bedeutenden Direkli-Höhle nachgebaut, die beim Dorf Döngel liegt und 1959 von İsmail Kılıç Kökten ausgegraben wurde. Die Funde gehen bis ins 14. Jahrtausend v. Chr. zurück. Der dritte Saal zeigt Exponate von der jungsteinzeitlichen Grabungsstätte Domuztepe beim Dorf Kelibişler im Landkreis Pazarcık und Rekonstruktionen einer Hütte und eines Lagerplatzes. Der Fundort wurde 1995 von Elizabeth Carter bei einem Survey entdeckt und wird seit 1998 von der University of Manchester und der University of California unter der Leitung von Stuart Campbell und Elizabeth Carter erforscht. Die Funde stammen aus der Zeit zwischen 6500 und 5500 v. Chr.

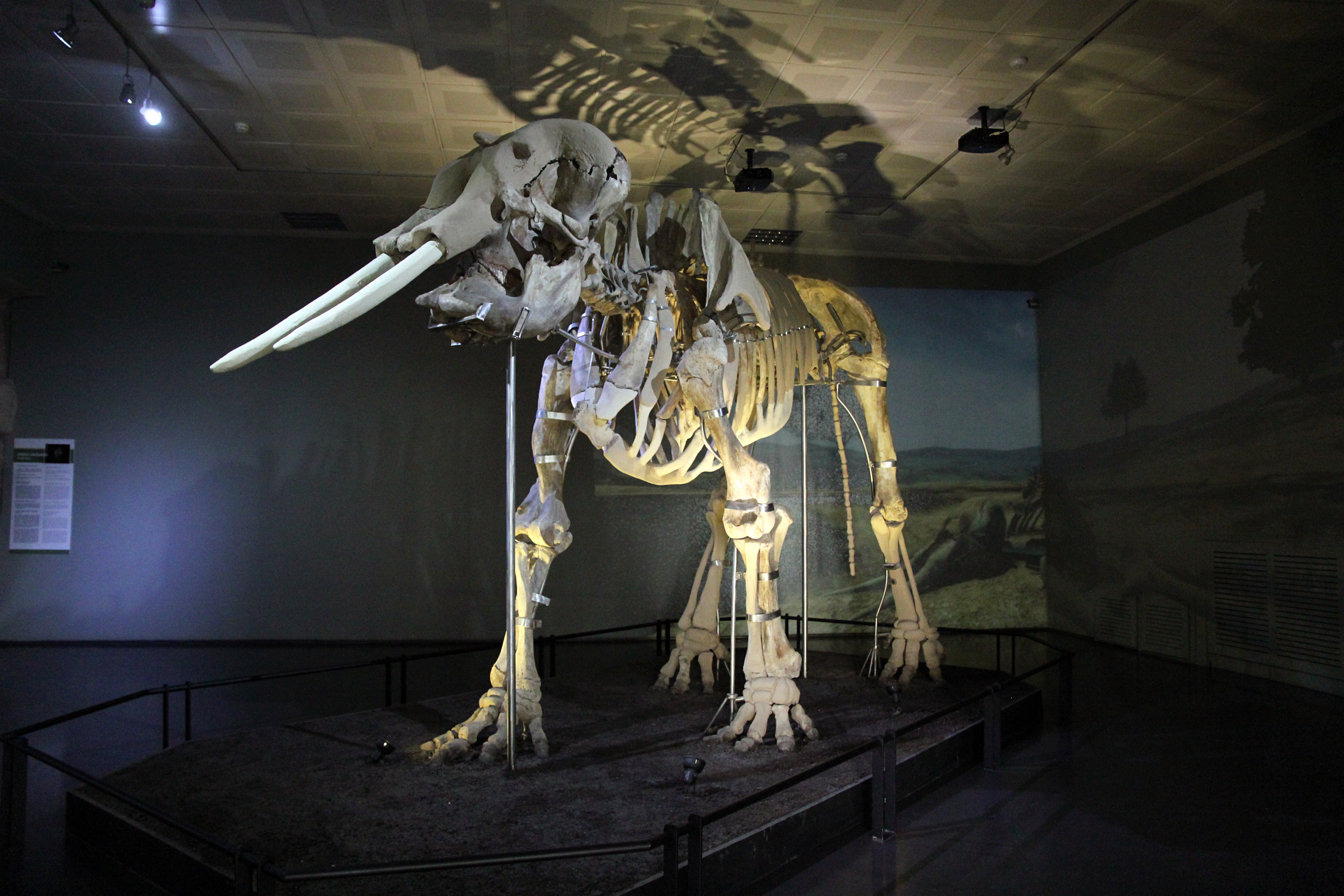
Mammutskelett
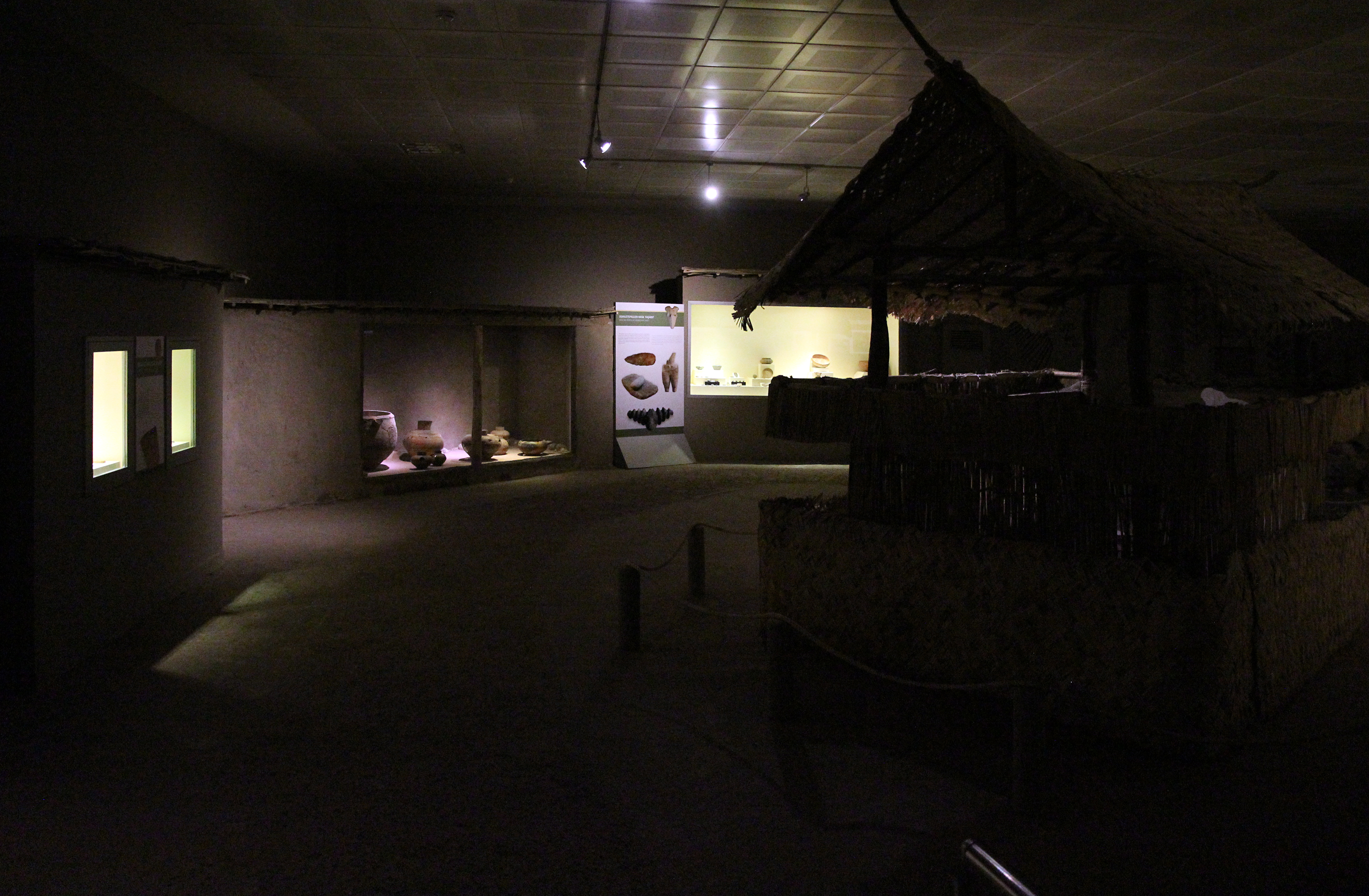
Saal Domuztepe

Der vierte Saal enthält eine umfangreiche Sammlung von späthethitischen Bildwerken aus der Umgebung der Stadt. Bemerkenswert sind unter anderem ein Portallöwe, der 1883 von Carl Humann und Otto Puchstein auf der Zitadelle von Kahramanmaraş entdeckt wurde, mehrere Stelen mit Darstellungen des Wettergottes Teššub, Stelen mit Speiseszenen, Statuen, eine Sphinx sowie ein Orthostat, der auf drei Seiten bearbeitet ist. Dabei zeigt eine Seite eine Frauengestalt, die zweite den Wettergott und die dritte ist in römischer Zeit zweitverwendet worden und trägt eine Inschrift in altgriechischer Schrift.

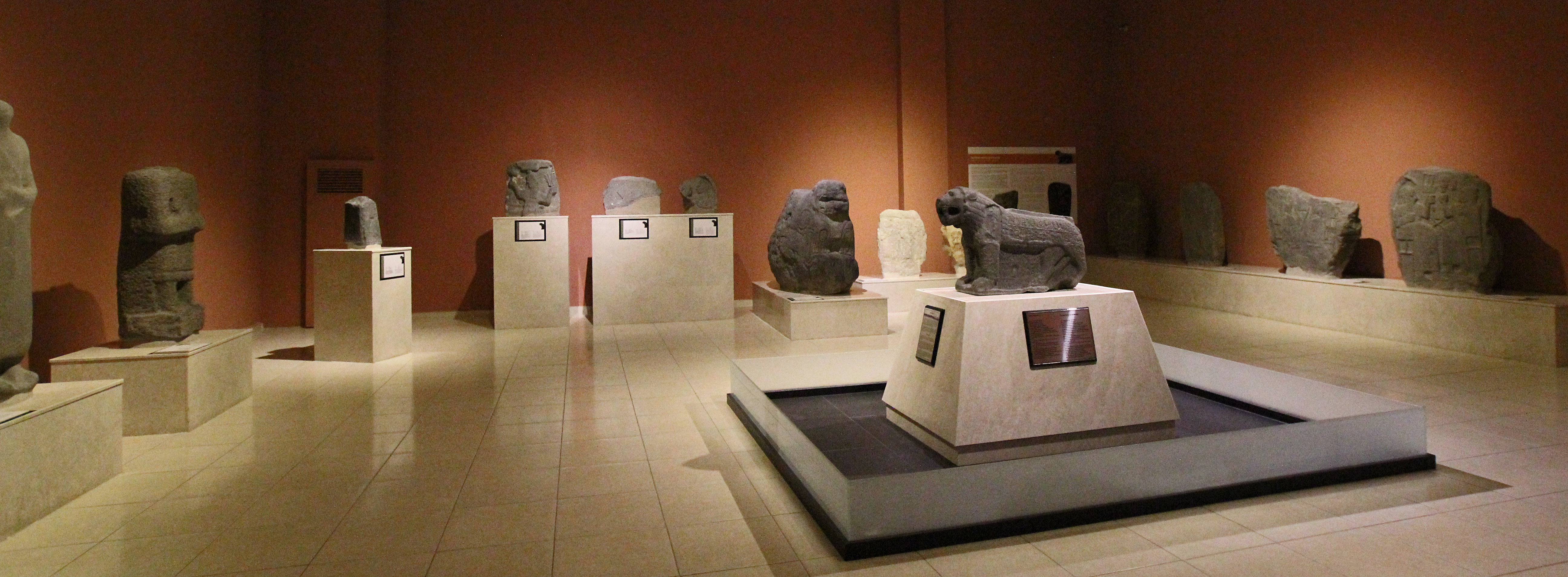
Saal der hethitischen Kunst
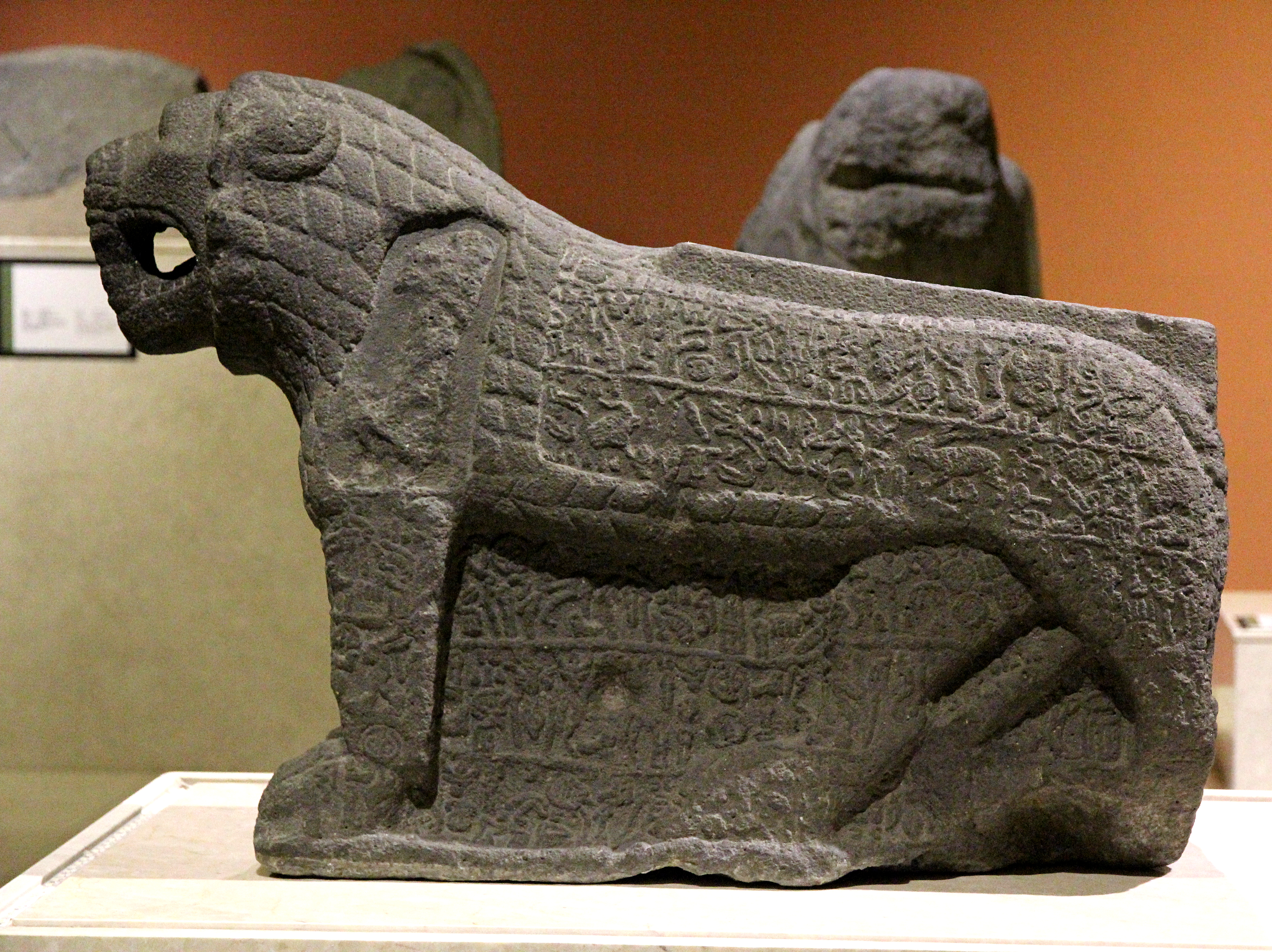
Portallöwe aus der Zitadelle
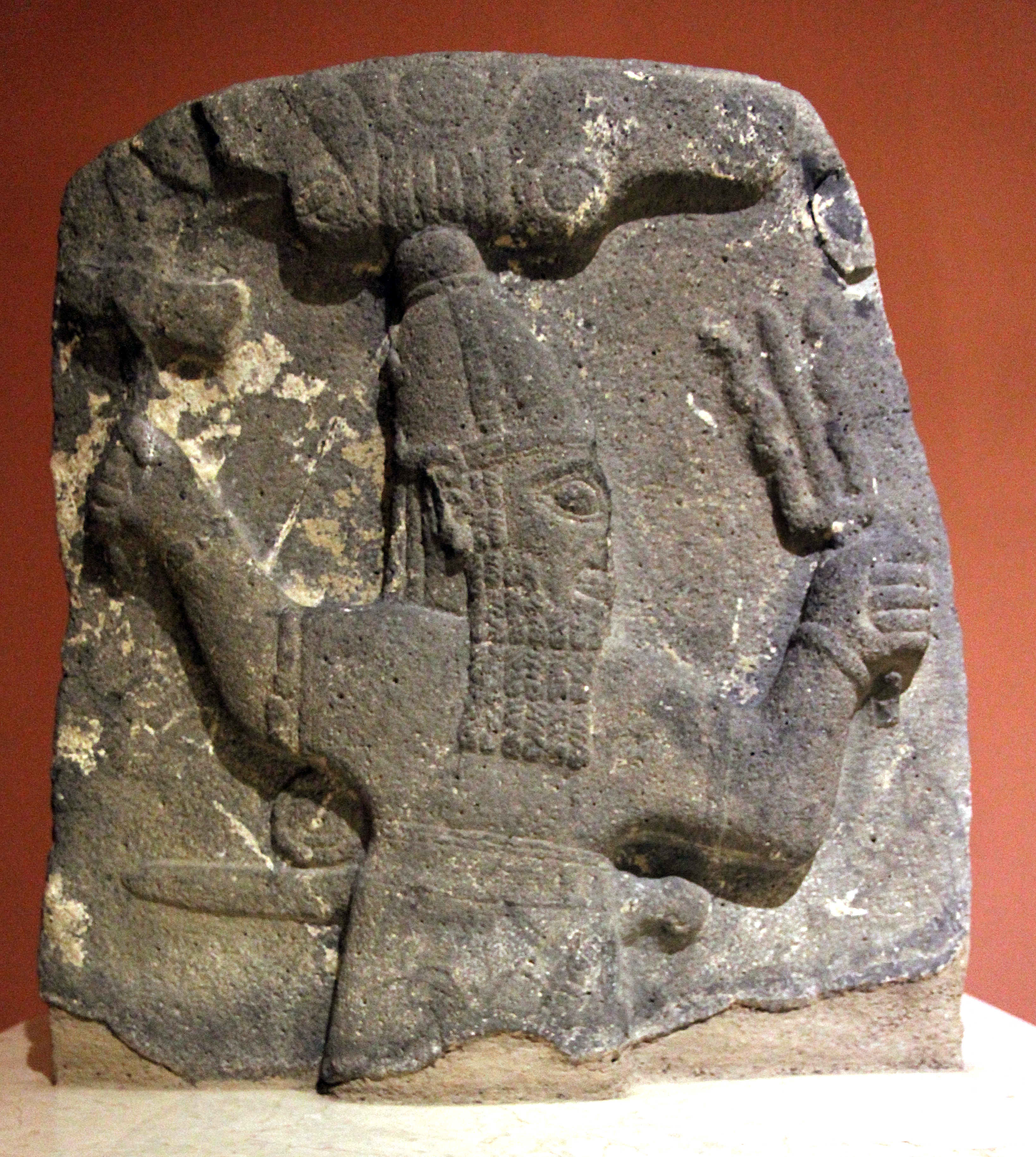
Stele von Kürtül mit einer Darstellung des Wettergottes
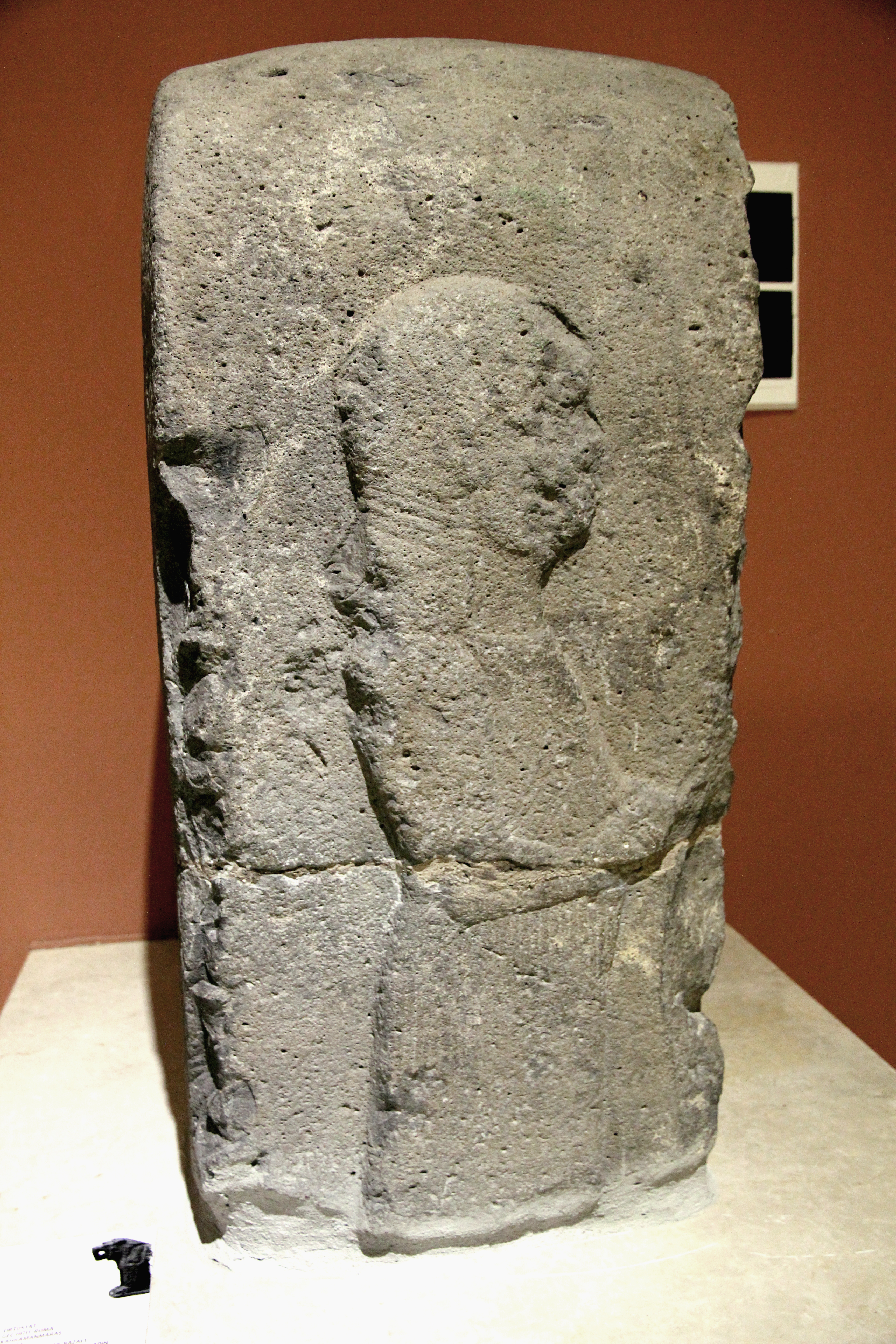
Frauenbild auf einem dreiseitig bearbeiteten Orthostaten
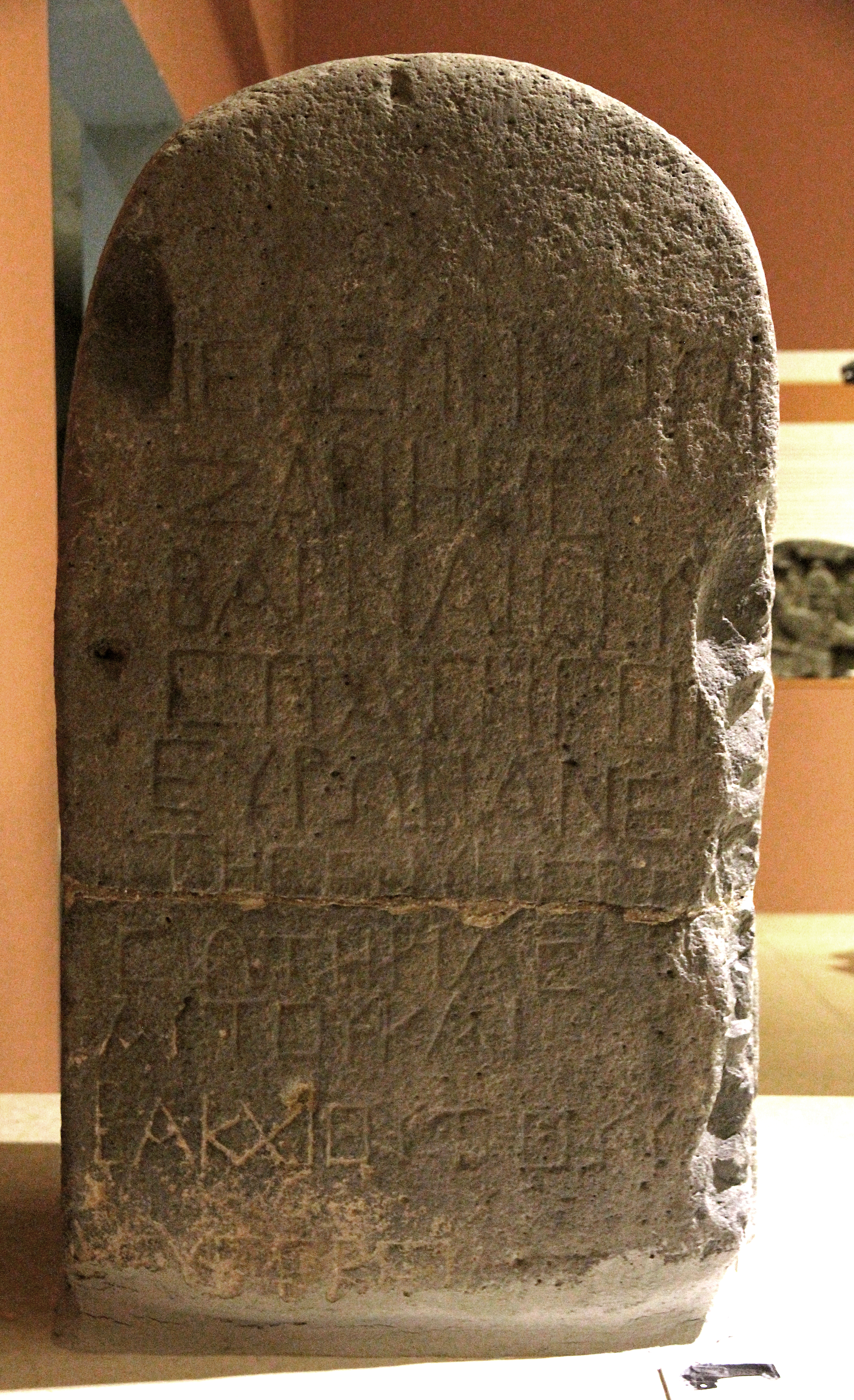
Zweitverwendung desselben Objekts mit römischer Inschrift
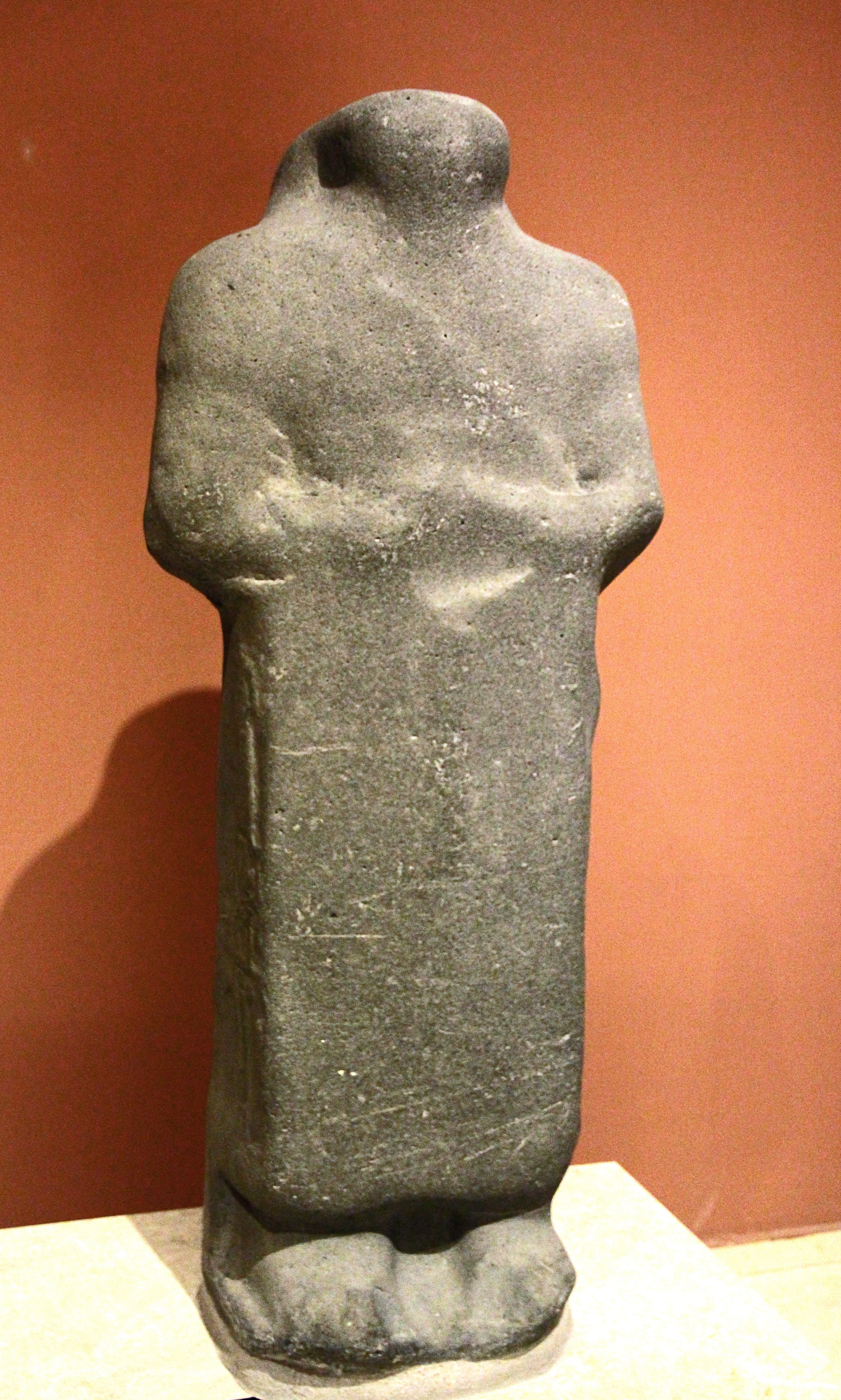
Statue Maraş 13
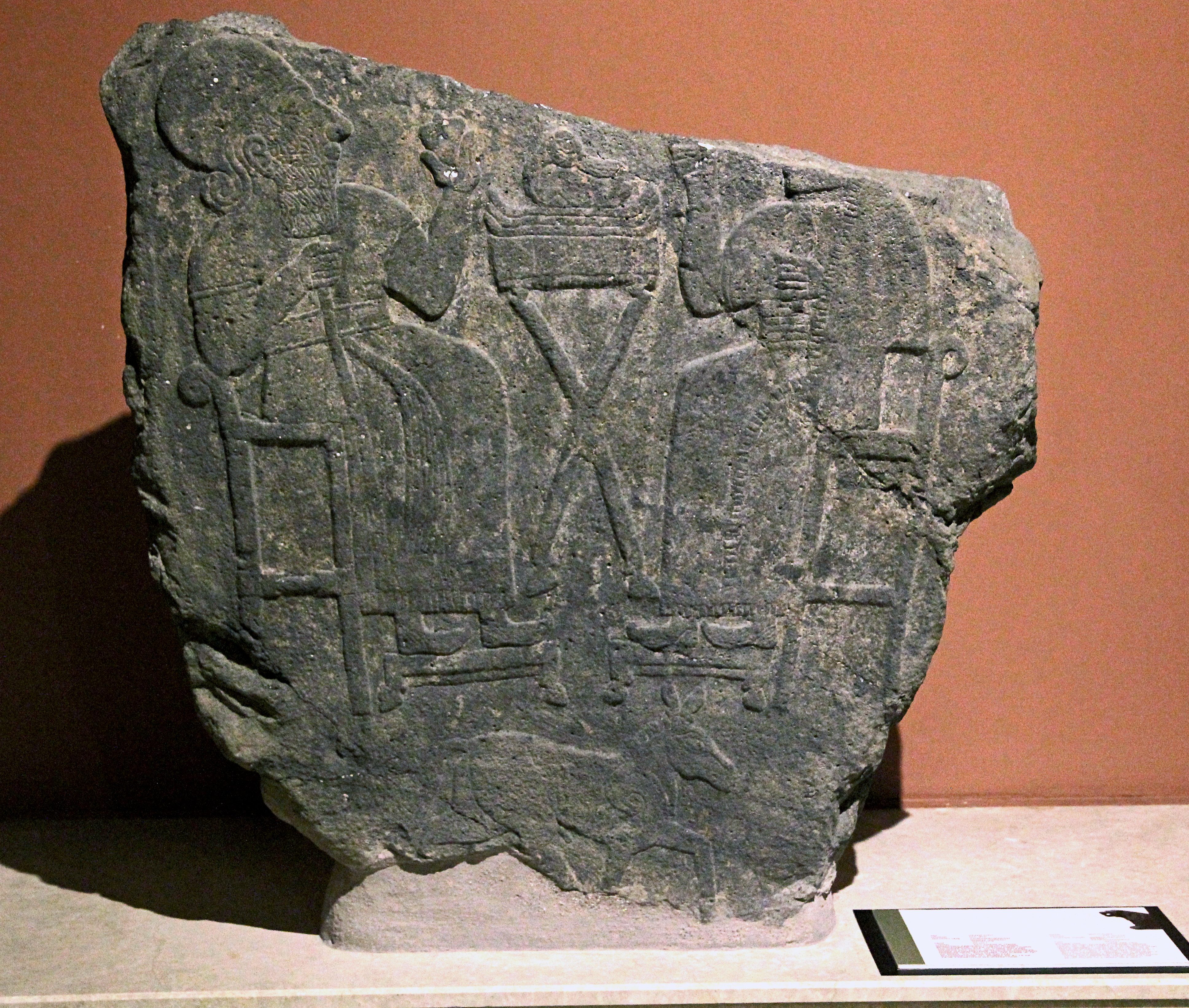
Speiseszene Maraş 12

Im fünften Saal sind Mosaiken aus Germanikeia (Germanicia), der römischen Vorgängerstadt von Kahramanmaraş zu sehen. Sie wurden zum Teil bei unautorisierten Grabungen in Dulkadıroğlu und bei Rettungsgrabungen des Museums im Landkreis Çağlayancerit ergraben. Im sechsten Saal, dem Saal der Steinwerke (Taş Eserler Sergi Salonu), sind Statuen, Grabstelen, Meilensteine und andere Steinartefakte, hauptsächlich aus römischer Zeit ausgestellt. Dazu gehört ebenfalls ein assyrischer Grenzstein, der in Keilschrift auf der Vorderseite über die Taten von Adad-nīrārī III. und auf der Rückseite von dessen Sohn Salmanassar IV. berichtet. Er kam im Dorf Kızkapanlı südlich von Pazarcık zu Tage. Der siebte Saal beinhaltet weitere archäologische Funde der Umgebung von Kahramanmaraş aus allen Perioden von der Jungsteinzeit über Bronzezeit und die byzantinische bis zur osmanischen Ära. Im Außenbereich des Museums sind weitere Steinmonumente aus verschiedenen Zeiten und Fundorten zu besichtigen, unter anderem ein Portallöwe aus Sevdilli, der vermutlich aus derselben Werkstatt kommt wie die beiden freistehenden Löwenskulpturen von Arslantaş.
Das Museum verfügt nach eigenen Angaben über etwa 30.000 Objekte.

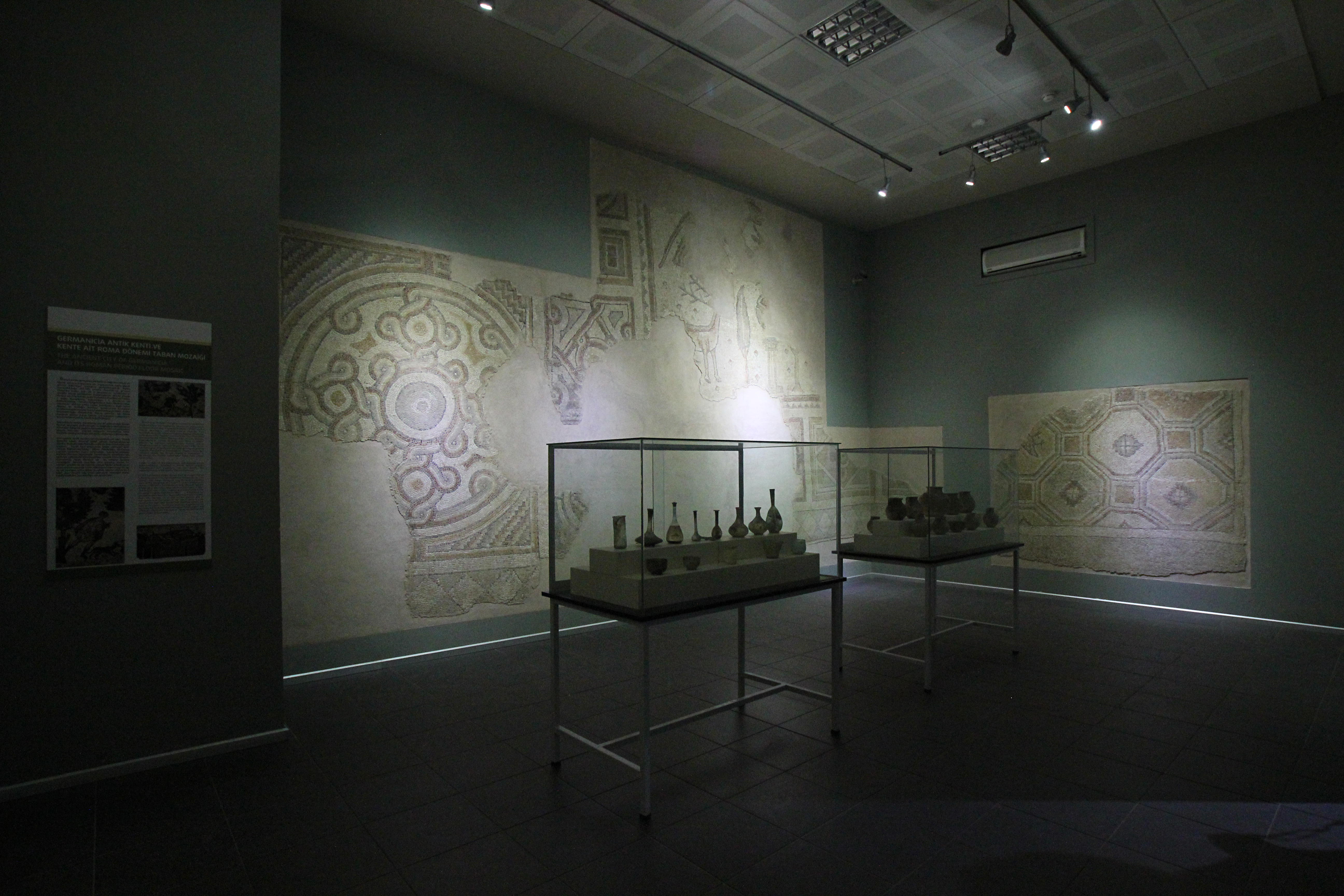
Mosaike
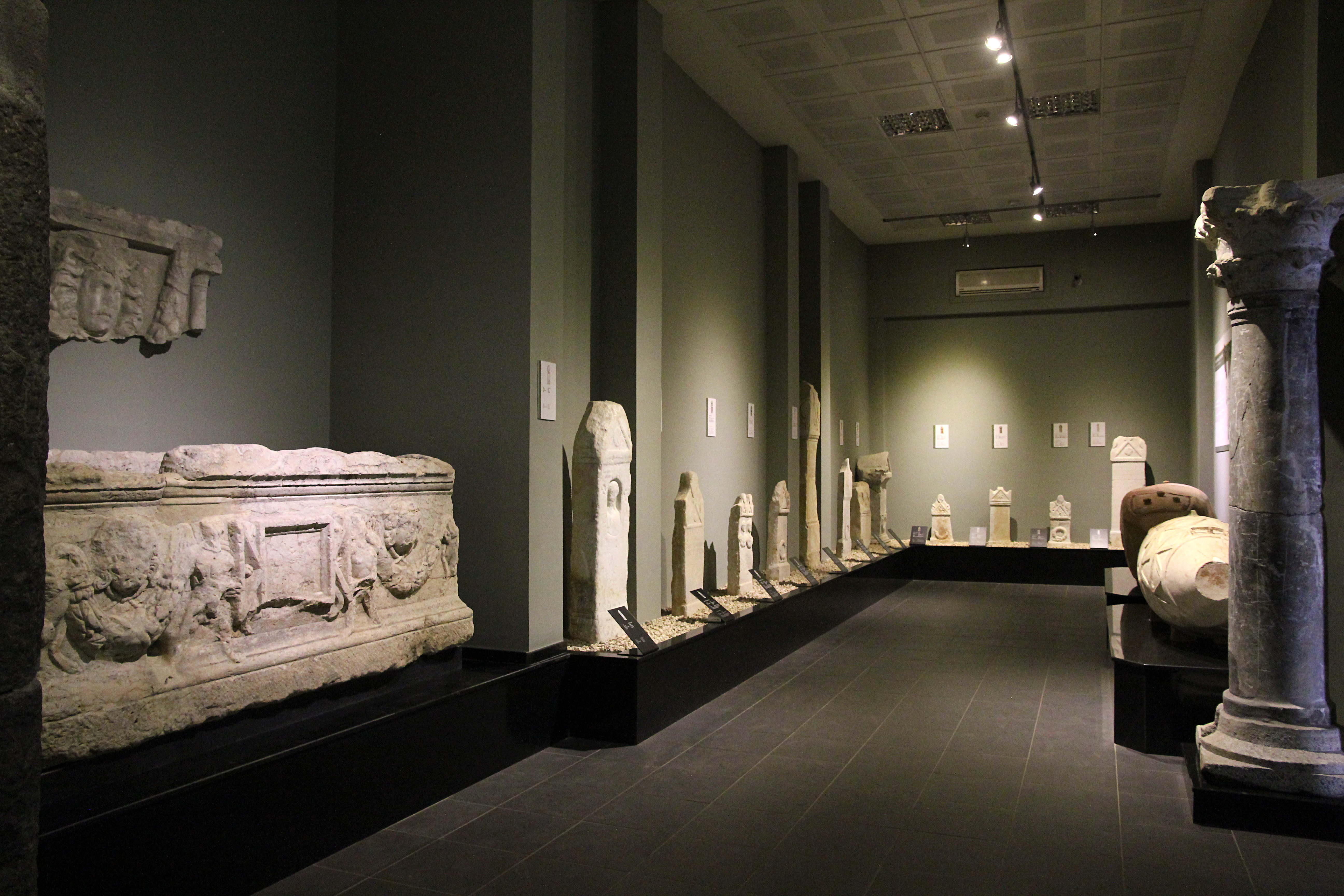
Saal der Steinfunde
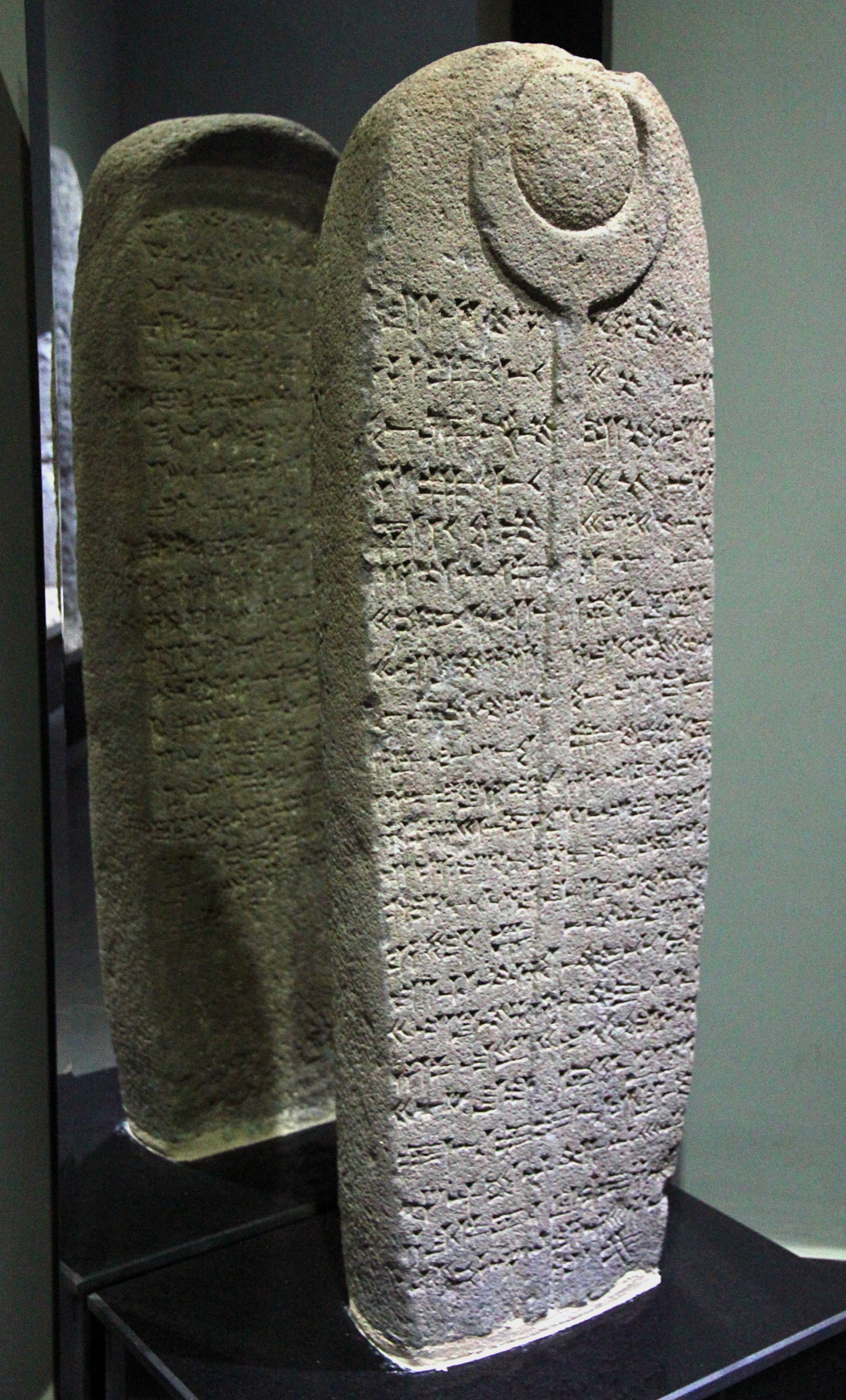
Assyrischer Grenzstein
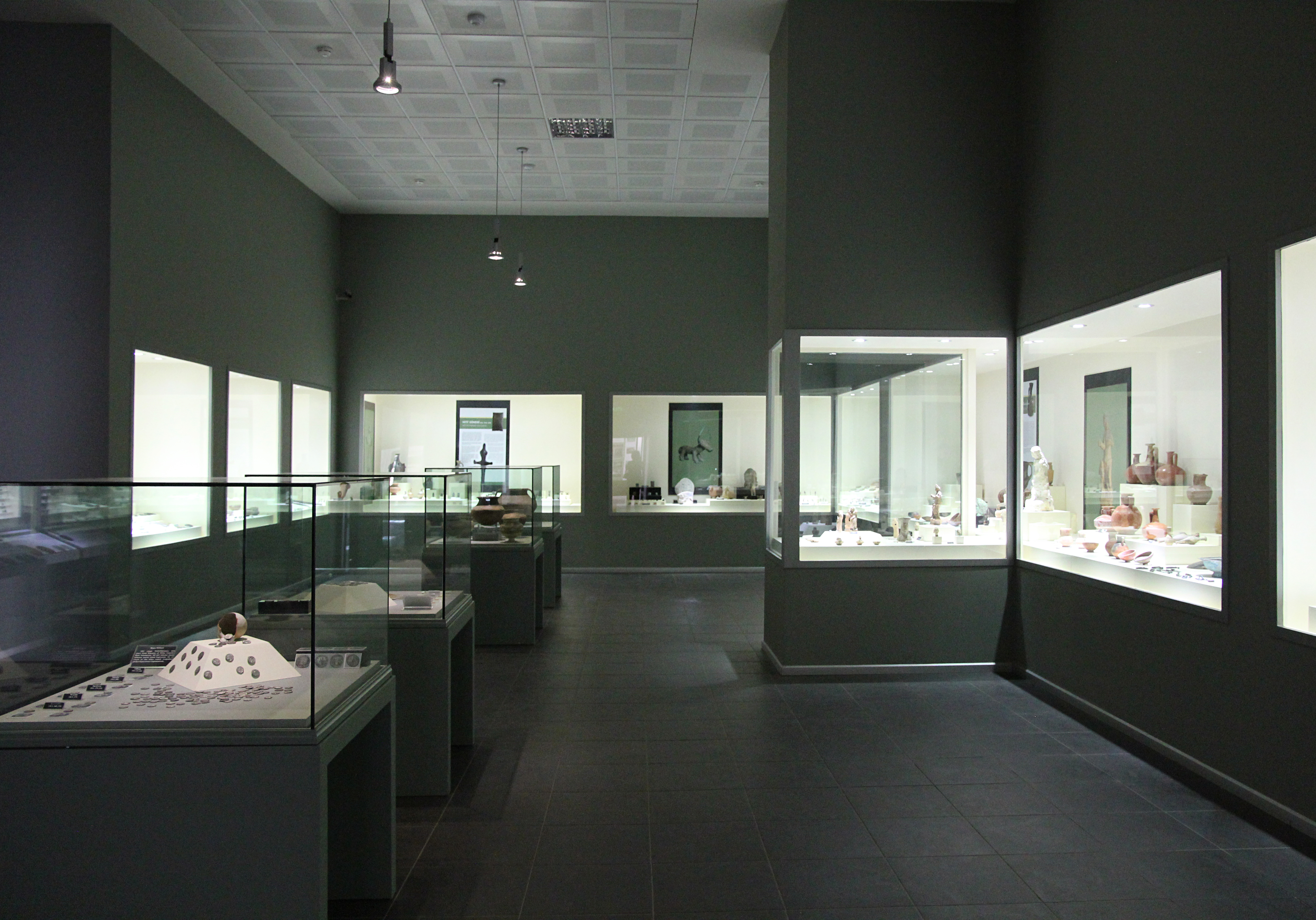
Saal der Archäologie
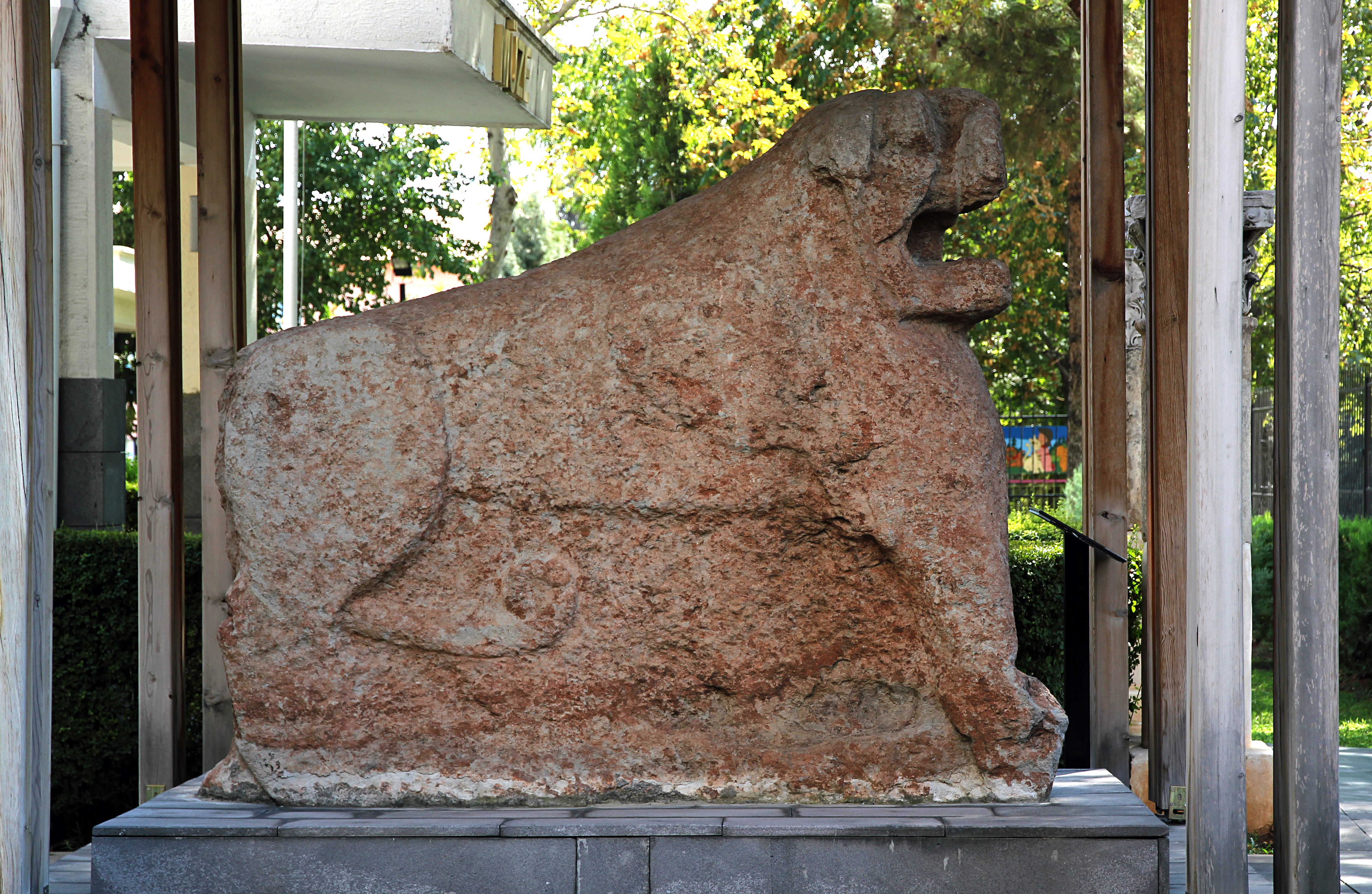
Löwe von Sevdilli

## Bedeutende Exponate
Die folgenden Ausstellungsstücke werden in eigenen Artikeln beschrieben:
- Portallöwe von Maraş
- Stele von Kürtül
- Stele Maraş 12
- Statue Maraş 13
- Statuenfragment Maraş 14
- Stele Maraş 15
- Stele Maraş B/20